# Tayū
Als Tayū (太夫; „Höchster Berater“, „Höchster Verdienter“), auch Dayū gelesen, bezeichnet die japanische Tradition einen heute erloschenen Dienstrang und Beruf, der eine sehr alte und lange Geschichte hat. Tayū waren Bedienstete am Hof des Tennō, die für unterschiedlichste Aufgaben eingesetzt wurden. Tayū war aber auch ein hochrangiger Titel für verdiente Schauspieler des Nō-, Bunraku- und Kabuki-Theaters.

## Hintergrund
Das Wort Tayū entstammt der chinesischen Schrift und Bürokratie, wo es Tàifū gelesen wird, dieselbe Wortbedeutung hat und seit der Tang-Dynastie (7. Jahrhundert) belegt ist. Dort war es ein Ehrentitel für höchstrangige Aristokraten und Feudalherren, die dem Kaiser persönlich unterstellt waren und ihm als Vertraute und Berater zur Seite standen. In Japan ist Tayū etwa seit der Nara-Zeit im 8. Jahrhundert in Gebrauch. Ursprünglich wurde das Wort auch in Japan „Taifu“ ausgesprochen, doch schon früh wandelte sich die Lesung etwas. Und auch in Japan wurden höchstrangige Berater und Höflinge so betitelt, später aber auch Admirale und Kurtisanen. Bereits im 16. Jahrhundert ließen Prestige und Wertschätzung des Titels deutlich nach und etwa ab dem 17. Jahrhundert trugen auch hochrangige, verdiente Schauspieler des Nō-, Bunraku- und Kabuki-Theaters und etwas später die höchstrangigen Prostituierten diesen Titel (siehe Oiran).